# US Super Tour w biegach narciarskich 2023/2024
US Super Tour w biegach narciarskich 2023/2024 – to kolejna edycja tego cyklu zawodów. Pierwsze starty odbyły się 12 grudnia 2023 r. w Anchorage na Alasce, natomiast ostatnie zawody zostały rozegrane 26 marca 2024 r. w Duluth w Minnesocie. W dniach 2-7 stycznia 2024 w ramach cyklu odbyły się również mistrzostwa krajowe w Soldier Hollow, z kolei 24 lutego 2024 w Hayward odbył się bieg American Birkebeiner. 

## Wyniki

### Mężczyźni
| 1. Anchorage, 12–17 grudnia 2023 | 1. Anchorage, 12–17 grudnia 2023  | 1. Anchorage, 12–17 grudnia 2023 | 1. Anchorage, 12–17 grudnia 2023 | 1. Anchorage, 12–17 grudnia 2023 |
| Data                             | Konkurencja                       | miejsce                          | miejsce                          | miejsce                          |
| -------------------------------- | --------------------------------- | -------------------------------- | -------------------------------- | -------------------------------- |
| 12 grudnia                       | Sprint na 1,4 km st. dowolnym     | Julien Locke                     | Walker Hall                      | Michael Earnhart                 |
| 13 grudnia                       | Bieg na 10 km st. klasycznym      | Max Hollmann                     | Hugo Hinckfuss                   | Hunter Wonders                   |
| 16 grudnia                       | Sprint na 1,4 km st. klasycznym   | Julien Locke                     | Logan Diekmann                   | Reid Goble                       |
| 17 grudnia                       | Bieg masowy na 10 km st. dowolnym | Michael Earnhart                 | Reid Goble                       | Sasha Masson                     |

| 2. Soldier Hollow, 2–7 stycznia 2024 | 2. Soldier Hollow, 2–7 stycznia 2024 | 2. Soldier Hollow, 2–7 stycznia 2024 | 2. Soldier Hollow, 2–7 stycznia 2024 | 2. Soldier Hollow, 2–7 stycznia 2024 |
| Data                                 | Konkurencja                          | miejsce                              | miejsce                              | miejsce                              |
| ------------------------------------ | ------------------------------------ | ------------------------------------ | ------------------------------------ | ------------------------------------ |
| 2 stycznia                           | Bieg na 10 km st. klasycznym         | Andreas Kirkeng                      | Joe Davies                           | Luke Jager                           |
| 4 stycznia                           | Sprint st. dowolnym                  | Will Koch                            | Logan Diekmann                       | John Steel Hagenbuch                 |
| 5 stycznia                           | Bieg masowy na 20 km st. dowolnym    | John Steel Hagenbuch                 | Joe Davies                           | Peter Wolter                         |
| 7 stycznia                           | Sprint st. dowolnym                  | Luke Jager                           | Michael Earnhart                     | Florian Knopf                        |

| 3. Lake Placid, 20–21 stycznia 2024 | 3. Lake Placid, 20–21 stycznia 2024 | 3. Lake Placid, 20–21 stycznia 2024 | 3. Lake Placid, 20–21 stycznia 2024 | 3. Lake Placid, 20–21 stycznia 2024 |
| Data                                | Konkurencja                         | miejsce                             | miejsce                             | miejsce                             |
| ----------------------------------- | ----------------------------------- | ----------------------------------- | ----------------------------------- | ----------------------------------- |
| 20 stycznia                         | Sprint na 1,5 km st. klasycznym     | Luke Jager                          | Michael Earnhart                    | Julian Smith                        |
| 21 stycznia                         | Bieg masowy na 10 km st. klasycznym | Luke Jager                          | Michael Earnhart                    | Hunter Wonders                      |

| 4. Craftsbury, 26–28 stycznia 2024 | 4. Craftsbury, 26–28 stycznia 2024 | 4. Craftsbury, 26–28 stycznia 2024 | 4. Craftsbury, 26–28 stycznia 2024 | 4. Craftsbury, 26–28 stycznia 2024 |
| Data                               | Konkurencja                        | miejsce                            | miejsce                            | miejsce                            |
| ---------------------------------- | ---------------------------------- | ---------------------------------- | ---------------------------------- | ---------------------------------- |
| 26 stycznia                        | Sprint na 1,5 km st. dowolnym      | Finegan Bailey                     | Michael Earnhart                   | Julian Smith                       |
| 28 stycznia                        | Bieg masowy na 27 km st. dowolnym  | John Steel Hagenbuch               | Michael Earnhart                   | Luke Allan                         |

| 5. Hayward, 24 lutego 2024 | 5. Hayward, 24 lutego 2024                               | 5. Hayward, 24 lutego 2024 | 5. Hayward, 24 lutego 2024 | 5. Hayward, 24 lutego 2024 |
| Data                       | Konkurencja                                              | miejsce                    | miejsce                    | miejsce                    |
| -------------------------- | -------------------------------------------------------- | -------------------------- | -------------------------- | -------------------------- |
| 24 lutego                  | American Birkebeiner - Bieg masowy na 50 km st. dowolnym | Gus Schumacher             | Samuel Gary Hendry         | David Norris               |

| 6. Duluth, 21–26 marca 2024 | 6. Duluth, 21–26 marca 2024       | 6. Duluth, 21–26 marca 2024 | 6. Duluth, 21–26 marca 2024 | 6. Duluth, 21–26 marca 2024 |
| Data                        | Konkurencja                       | miejsce                     | miejsce                     | miejsce                     |
| --------------------------- | --------------------------------- | --------------------------- | --------------------------- | --------------------------- |
| 21 marca                    | Bieg na 10 km st. klasycznym      | Antoine Cyr                 | John Steel Hagenbuch        | Zanden McMullen             |
| 23 marca                    | Sprint na 1,3 km st. klasycznym   | James Clinton Schoonmaker   | Zanden McMullen             | Antoine Cyr                 |
| 26 marca                    | Bieg masowy na 40 km st. dowolnym | John Steel Hagenbuch        | Antoine Cyr                 | Scott Patterson             |

### Kobiety
| 1. Anchorage, 12–17 grudnia 2023 | 1. Anchorage, 12–17 grudnia 2023  | 1. Anchorage, 12–17 grudnia 2023 | 1. Anchorage, 12–17 grudnia 2023 | 1. Anchorage, 12–17 grudnia 2023 |
| Data                             | Konkurencja                       | miejsce                          | miejsce                          | miejsce                          |
| -------------------------------- | --------------------------------- | -------------------------------- | -------------------------------- | -------------------------------- |
| 12 grudnia                       | Sprint na 1,4 km st. dowolnym     | Samantha Smith                   | Liliane Gagnon                   | Anna-Maria Dietze                |
| 13 grudnia                       | Bieg na 10 km st. klasycznym      | Samantha Smith                   | Sydney Palmer-Leger              | Nina Schamberger                 |
| 16 grudnia                       | Sprint na 1,4 km st. klasycznym   | Samantha Smith                   | Mariel Merlii Pulles             | Olivia Bouffard-Nesbitt          |
| 17 grudnia                       | Bieg masowy na 10 km st. dowolnym | Sonjaa Schmidt                   | Anna-Maria Dietze                | Sydney Palmer-Leger              |

| 2. Soldier Hollow, 2–7 stycznia 2024 | 2. Soldier Hollow, 2–7 stycznia 2024 | 2. Soldier Hollow, 2–7 stycznia 2024 | 2. Soldier Hollow, 2–7 stycznia 2024 | 2. Soldier Hollow, 2–7 stycznia 2024 |
| Data                                 | Konkurencja                          | miejsce                              | miejsce                              | miejsce                              |
| ------------------------------------ | ------------------------------------ | ------------------------------------ | ------------------------------------ | ------------------------------------ |
| 2 stycznia                           | Bieg na 10 km st. klasycznym         | Tilde Bångman                        | Sydney Palmer-Leger                  | Karianne Olsvik Dengerud             |
| 4 stycznia                           | Sprint st. dowolnym                  | Karianne Olsvik Dengerud             | Alayna Sonnesyn                      | Haley Brewster                       |
| 5 stycznia                           | Bieg masowy na 20 km st. dowolnym    | Haley Brewster                       | Kendall Kramer                       | Margie Freed                         |
| 7 stycznia                           | Sprint st. klasycznym                | Karianne Olsvik Dengerud             | Alayna Sonnesyn                      | Merle Richter                        |

| 3. Lake Placid, 20–21 stycznia 2024 | 3. Lake Placid, 20–21 stycznia 2024 | 3. Lake Placid, 20–21 stycznia 2024 | 3. Lake Placid, 20–21 stycznia 2024 | 3. Lake Placid, 20–21 stycznia 2024 |
| Data                                | Konkurencja                         | miejsce                             | miejsce                             | miejsce                             |
| ----------------------------------- | ----------------------------------- | ----------------------------------- | ----------------------------------- | ----------------------------------- |
| 20 stycznia                         | Sprint na 1,5 km st. klasycznym     | Renae Anderson                      | Michaela Keller-Miller              | Margie Freed                        |
| 21 stycznia                         | Bieg masowy na 10 km st. klasycznym | Alayna Sonnesyn                     | Alexandra Lawson                    | Margie Freed                        |

| 4. Craftsbury, 26–28 stycznia 2024 | 4. Craftsbury, 26–28 stycznia 2024 | 4. Craftsbury, 26–28 stycznia 2024 | 4. Craftsbury, 26–28 stycznia 2024 | 4. Craftsbury, 26–28 stycznia 2024 |
| Data                               | Konkurencja                        | miejsce                            | miejsce                            | miejsce                            |
| ---------------------------------- | ---------------------------------- | ---------------------------------- | ---------------------------------- | ---------------------------------- |
| 26 stycznia                        | Sprint na 1,5 km st. dowolnym      | Alayna Sonnesyn                    | Lauren Jortberg                    | Michaela Keller-Miller             |
| 28 stycznia                        | Bieg masowy na 27 km st. dowolnym  | Alayna Sonnesyn                    | Margie Freed                       | Alexandra Lawson                   |

| 5. Hayward, 24 lutego 2024 | 5. Hayward, 24 lutego 2024                               | 5. Hayward, 24 lutego 2024 | 5. Hayward, 24 lutego 2024 | 5. Hayward, 24 lutego 2024 |
| Data                       | Konkurencja                                              | miejsce                    | miejsce                    | miejsce                    |
| -------------------------- | -------------------------------------------------------- | -------------------------- | -------------------------- | -------------------------- |
| 24 lutego                  | American Birkebeiner - Bieg masowy na 50 km st. dowolnym | Jessica Diggins            | Flora Dolci                | Alayna Sonnesyn            |

| 6. Duluth, 21–26 marca 2024 | 6. Duluth, 21–26 marca 2024       | 6. Duluth, 21–26 marca 2024 | 6. Duluth, 21–26 marca 2024 | 6. Duluth, 21–26 marca 2024 |
| Data                        | Konkurencja                       | miejsce                     | miejsce                     | miejsce                     |
| --------------------------- | --------------------------------- | --------------------------- | --------------------------- | --------------------------- |
| 21 marca                    | Bieg na 10 km st. klasycznym      | Novie McCabe                | Sydney Palmer-Leger         | Erin Bianco                 |
| 23 marca                    | Sprint na 1,3 km st. klasycznym   | Novie McCabe                | Erin Bianco                 | Alayna Sonnesyn             |
| 26 marca                    | Bieg masowy na 40 km st. dowolnym | Novie McCabe                | Sydney Palmer-Leger         | Mariah Bredal               |